# Mirco Lorenzetto
Mirco Lorenzetto (Vittorio Veneto, 19 juli 1981) is een Italiaans voormalig wielrenner, die vooral goed was in massasprints.

## Belangrijkste overwinningen
2002
- Trofeo Banca Populare Piva (U23)
- 2e etappe Ronde van Berlijn (U23)
- 4e etappe Ronde van Berlijn (U23)

2007
- 6e etappe Ronde van de Middellandse Zee

2008
- 4e etappe Ronde van Valencia
- 2e etappe Ronde van Turkije

2009
- 1e etappe Ronde van Sardinië
- 2e etappe Ronde van Sardinië
- Ronde van Friuli

2010
- 4e etappe Ronde van Polen

## Resultaten in voornaamste wedstrijden
| Jaar | Ronde van Italië | Ronde van Frankrijk | Ronde van Spanje |
| ---- | ---------------- | ------------------- | ---------------- |
| 2004 |                  |                     |                  |
| 2005 | 109e             |                     | opgave           |
| 2006 | opgave           |                     |                  |
| 2007 | 109e             |                     |                  |
| 2008 | opgave           |                     |                  |
| 2009 |                  |                     |                  |
| 2010 |                  | 166e                |                  |
| 2011 |                  |                     |                  |

| Jaar | Milaan-San Remo | Gent-Wevelgem | Ronde van Vlaanderen | Parijs-Roubaix | Amstel Gold Race | Luik-Bast.‑Luik | Cyclassics Hamburg |  | Wereldranglijsten |
| ---- | --------------- | ------------- | -------------------- | -------------- | ---------------- | --------------- | ------------------ |  | ----------------- |
| 2004 | 70e             |               |                      |                |                  |                 |                    |  |                   |
| 2005 |                 |               | 73e                  |                |                  |                 | 106e               |  |                   |
| 2006 |                 |               |                      |                |                  |                 |                    |  | 199e (UPT)        |
| 2007 |                 |               |                      |                | 55e              | 91e             |                    |  | 216e (UPT)        |
| 2008 | 5e              |               |                      |                |                  |                 | 8e                 |  | 58e (UPT)         |
| 2009 |                 |               |                      |                |                  |                 |                    |  | 217e (UWK)        |
| 2010 | 74e             | 19e           |                      | 70e            |                  |                 | 118e               |  | 156e (UWK)        |
| 2011 | 114e            |               | 128e                 | 82e            |                  |                 |                    |  |                   |